# Plaza de la Constitución (Ciutat de Mèxic)
La Plaza de la Constitución o Plaça de la Constitució de la ciutat de Mèxic, informalment coneguda com el Zócalo, és la principal plaça de la ciutat.
Juntament amb els carrers dels voltants, ocupa una superfície quasi rectangular d'aproximadament 46.800 m² (195 m x 240 m) i és una de les places més grans del món. El Zócalo de la ciutat de Mèxic és considerat el centre de la identitat nacional mexicana. La plaça està localitzada en el cor de la zona coneguda com a Centre Històric o Primer Quadre de la ciutat, en la Delegació o subdistricte Cuauhtémoc. La seua localització va ser escollida pels conqueridors per a ser erigida sobre el que anteriorment era el centre polític i religiós de Tenochtitlan, cabdal de l'imperi asteca. Està envoltada per la Catedral Metropolitana de la Ciutat de Mèxic (al nord), el Palau Nacional (a l'orient), antiga seu de l'Executiu federal, i (al sud) l'edifici del Antiguo Palacio del Ayuntamiento (Antic Palau de l'Ajuntament), seu del cap de govern del Districte Federal. Addicionalment, la plaça està envoltada per edificis comercials, administratius i hotels. En el cantó nord-est de la plaça, es troba el Museu del Temple Major. També es troba ací l'estació Sòcol de la Línia 2 del Metro.